# 1re cérémonie des European Independent Film Critics Awards
La 1re cérémonie des European Independent Film Critics Awards, décernés par les European Independent Film Critics ont récompensé les films de cinéma diffusés en 2009.

## Catégories de récompense
- Meilleur film : Morse (Låt den rätte komma in)
- Meilleur réalisateur : Tomas Alfredson pour Morse (Låt den rätte komma in)
- Meilleur producteur : Domenico Procacci pour Gomorra
- Meilleur acteur : Toni Servillo dans Gomorra
- Meilleure actrice : Kate Winslet dans The Reader
- Meilleur acteur dans un second rôle : Sven-Bertil Taube dans Millénium, les hommes qui n'aimaient pas les femmes (The Girl with the Dragon Tattoo)
- Meilleure actrice dans un second rôle : Saoirse Ronan dans Reviens-moi (Atonement)
- Meilleur scénario : Le Ruban blanc (Das weiße Band)
- Meilleure photographie : Morse (Låt den rätte komma in)
- Meilleurs décors : Le Ruban blanc (Das weiße Band)
- Meilleur montage : Vincere
- Meilleure musique : The Millionaire